# 5791 Комелло
5791 Комелло (5791 Comello) — астероїд головного поясу, відкритий 29 вересня 1973 року.
Тіссеранів параметр щодо Юпітера — 3,290.